# District de Fermanagh
Le district de Fermanagh (Fermanagh District en anglais et Ceantar Fhear Manach en gaélique d’Irlande), officiellement appelé Fermanagh (Fear Manach en gaélique d’Irlande), est un ancien district de gouvernement local d’Irlande-du-Nord.
Créé en octobre 1973, il fusionne avec le district d’Omagh en mars 2015 pour créer un autre district de gouvernement local, Fermanagh and Omagh.

## Géographie
Le district est situé dans les comtés de Fermanagh et de Tyrone.

## Histoire
Un district de gouvernement local (local government district en anglais) du nom de Fermanagh (en) est créé le 17 juillet 1972 par le Local Government (Boundaries) Order (Northern Ireland) du 20 juin 1972. Les institutions du district entrent en vigueur à compter du 1er octobre 1973 au sens du Local Government Act (Northern Ireland) du 23 mars 1972.
La majeure partie des territoires du district de Fermanagh et du celui d’Omagh sont réunis par le Local Government (Boundaries) Act (Northern Ireland) du 23 mai 2008. Le district résultant de la fusion des anciens districts, Fermanagh and Omagh, est créé à compter du 1er avril 2015 par le Local Government (Boundaries) Order (Northern Ireland) du 30 novembre 2012.

## Administration

### Conseil
Le Fermanagh District Council, littéralement, le « conseil du district de Fermanagh », est l’assemblée délibérante du district de Fermanagh, composée de 20 (1973-1985) puis de 23 membres (1985-2015), appelés les conseillers (councillors).
Un président (chairman) et un vice-maire (deputy chairman) sont élus parmi les conseillers à l’occasion de chaque réunion générale annuelle du conseil du district.

### Circonscriptions électorales
Le district de gouvernement local est divisé en autant de sections électorales (wards en anglais) que de conseillers. Celles-ci sont distribuées par zone électorale de district (district electoral area).
| Zone                           | 1973-1985,                                                                   | 1985-1993 | 1993-2015 |
| ------------------------------ | ---------------------------------------------------------------------------- | --- | --- |
| Première zone et ses sections  | A (4 sièges)                                                                 | Enniskillen (7 sièges)                                                                                          | Enniskillen (7 sièges)                                                                                          |
| Première zone et ses sections  | - Derrylin - Lisnaskea - Newtownbutler - Rosslea                             | - Castlecoole - Devenish - Erne - Island - Lisbellaw - Rossorry - Tempo                                         | - Castlecoole - Devenish - Erne - Lisbellaw - Portora - Rossorry - Tempo                                        |
| Deuxième zone et ses sections  | B (4 sièges)                                                                 | Erne East (6 sièges)                                                                                            | Erne East (6 sièges)                                                                                            |
| Deuxième zone et ses sections  | - Brookeborough - Lisbellaw - Maguire’s Bridge - Tempo                       | - Brookeborough - Donagh - Lisnaskea - Maguires Bridge - Newtownbutler - Rosslea                                | - Brookeborough - Donagh - Lisnaskea - Maguires Bridge - Newtownbutler - Rosslea                                |
| Troisième zone et ses sections | C (4 sièges)                                                                 | Erne North (5 sièges)                                                                                           | Erne North (5 sièges)                                                                                           |
| Troisième zone et ses sections | - Belcoo and Belmore - Derrygonnelly - Florencecourt and Kinawley - Garrison | - Ballinamallard - Belleek and Boa - Ederny and Lack - Irvinestown - Kesh and Lisnarrick                        | - Ballinamallard - Belleek and Boa - Irvinestown - Kesh, Ederney and Lack - Lisnarrick                          |
| Quatrième zone et ses sections | D (4 sièges)                                                                 | Erne West (5 sièges)                                                                                            | Erne West (5 sièges)                                                                                            |
| Quatrième zone et ses sections | - Ballinamallard - Belleek and Boa - Irvinestown - Kesh, Ederny and Lack     | - Belcoo and Garrison - Boho, Cleenish and Letterbreen - Derrygonnelly - Derrylin - Florence Court and Kinawley | - Belcoo and Garrison - Boho, Cleenish and Letterbreen - Derrygonnelly - Derrylin - Florence Court and Kinawley |
| Cinquième zone et ses sections | E (4 sièges)                                                                 | | |
| Cinquième zone et ses sections | - Castlecoole - Devenish - Erne - Rossorry                                   | | |